# Matamata třásnitá
Matamata třásnitá (Chelus fimbriatus), též mata-mata nebo matamata, je sladkovodní želva žijící v Jižní Americe, zejména v povodí Amazonky a Orinoka.

## Taxonomie
Mata mata byla poprvé popsána francouzským přírodovědcem Pierrem Barrèrem v roce 1741 jako "velká želva se špičatými a rýhovanými šupinami" (překlad).  Poprvé ji zařadil německý přírodovědec Johann Gottlob Schneider v roce 1783 jako Testudo fimbriata. Během dvou staletí byla 14krát přejmenována a nakonec v roce 1992 dostala jméno Chelus fimbriata.

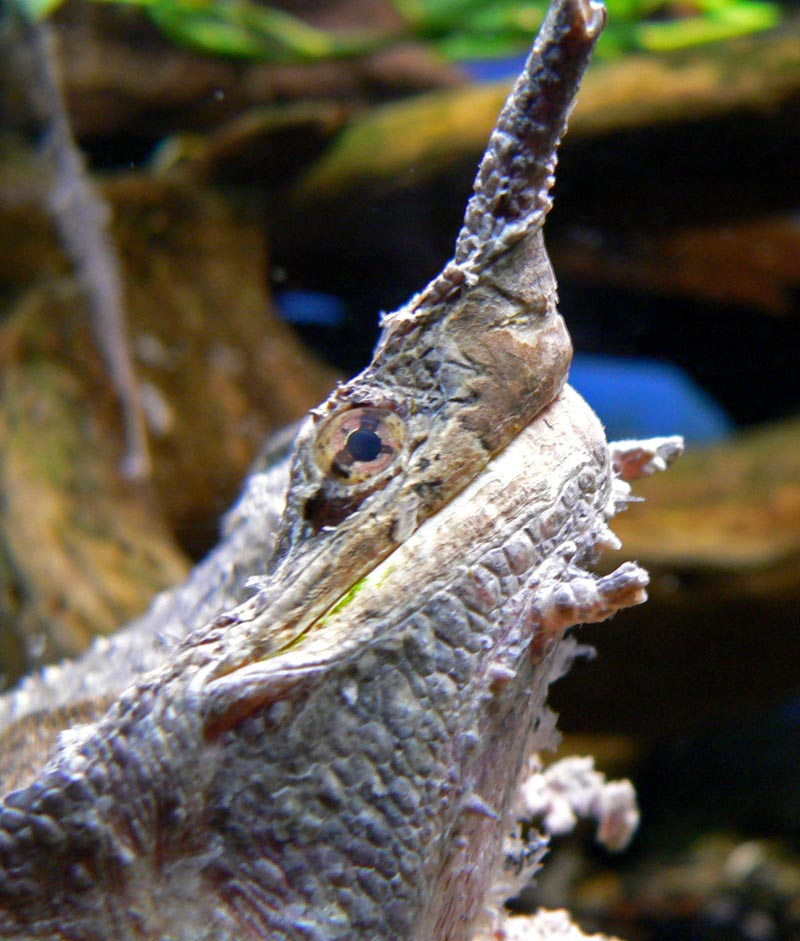
Hlava z profilu

## Anatomie a morfologie
Mata mata je velká, má velkou trojúhelníkovou, zploštělou hlavu s mnoha tuberkulemi a "rohem" na dlouhém trubkovitém čenichu. Na bradě se jí vyskytují tři barbely a na horní čelisti další čtyři, které nejsou ani zahnuté ani vroubkované. Mata mata je hnědá nebo černá. Její podlouhlý krunýř může v dospělém věku měřit až 45 cm. Celková hmotnost dospělého je 15 kg. Plastron želvy mata mata je redukovaný, zúžený, bez kloubů, zkrácený směrem dopředu a vzadu hluboce vroubkovaný s úzkými mosty. Díky těmto znakům se želva podobá kusu kůry, což ji chrání před predátory. Plastron a mosty jsou krémové až žluté nebo hnědé. Hlava, krk, ocas a končetiny jsou u dospělých šedavě hnědé. Krk je delší než obratle pod jejím krunýřem a je lemován malými koženými chlopněmi po obou stranách. Každá přední noha má pět popruhů. Samci mají konkávní plastrony a delší, tlustší ocasy než samice.

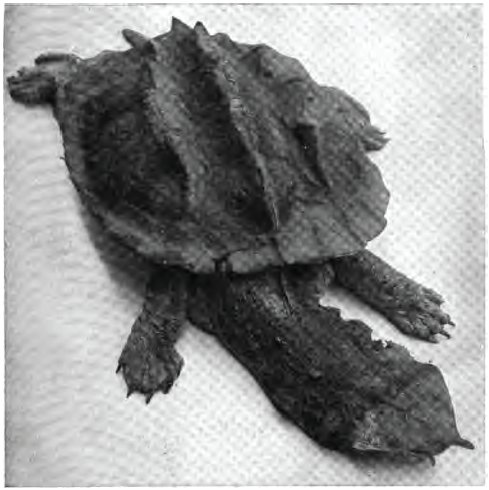
Mata Mata

## Místo výskytu
Mata mata se vyskytuje v pomalých tocích černých vod, stojatých rybnících a bažinách v oblasti severní Bolívie, východního Peru, Ekvádoru, východní Kolumbie, Venezuely, Guyany a severní a centrální Brazílie. Mata mata je vodní druh želvy, ale raději stojí v mělké vodě, kde se její čenich může dostat na povrch, aby mohla dýchat.

## Chování
Vzhled jejího krunýře se podobá kusu kůry a hlava se podobá spadlým listům. Když zůstane nehybná ve vodě, snaží se splynout s okolní vegetací dokud se ryba nepřiblíží. Poté mata mata vystrčí hlavu a otevře co nejvíce velkou tlamu, čímž vytvoří podtlak a nasaje kořist do úst, mluvíme o krmení sáním.  Potom zavře tlamu, vodu pomalu vypudí a rybu spolkne vcelku; mata mata nemůže žvýkat, konstrukce její tlamy to nedovoluje. 

## Strava
Mata mata je masožravá, krmí se výhradně vodními bezobratlými a rybami .Želvy mata mata používají specifický způsob chytání kořisti. Zaženou kořist do mělčích oblastí vody, obklopí ji, a mávají předníma nohama, aby jim neunikla. Poté otevře tlamu, stáhne hltan a proud vody žene kořist do jejich tlam.

## V zajetí
Želvy mata mata jsou ke koupi v obchodech s exotickými zvířaty, ale jsou poměrně drahé. Díky svému jedinečnému vzhledu jsou zajímavými výstavními zvířaty. Dosahují poměrně velkých rozměrů. Mata mata však není aktivní lovec, takže podobně jako kajmanka supí, nepotřebuje tolik místa jako velký aktivní druh.
Jako u všech vodních želv, kvalita vody je jedním z klíčů k úspěšnému udržení tohoto druhu v zajetí. Teplá, kyselá voda je nejlepším typem s vysokým obsahem taninu, který by měl být udržován po celý rok. Doporučuje se střední až silná filtrace.